# Икономика на предлагането
Икономика на предлагането е школа в макроикономиката, според която икономическият растеж (увеличението на предлагането на стоки и услуги) може да се постигне най-ефективно чрез понижаване на бариерите за производство, като например се понижи данъкът върху дохода и капиталовия данък, и чрез осигуряване на по-голяма гъвкавост чрез намаляване на регулациите. Според икономиката на предлагането при това положение потребителите ще се възползват от по-ниските цени на стоките и услугите.
Като подчертава важността на данъчните облекчения и поощряването на бизнеса за икономическия растеж, тази теория предполага, че спестените данъци ще бъдат използвани за създаване на нови и разширение на старите предприятия, което на свой ред ще увеличи производителността, заетостта и общото благосъстояние.
Наименованието икономика на предлагането (на английски: supply-side economics) е въведено от журналиста Джуд Уанински в средата на 70-те години на 20 век.

## Основни твърдения
Според кривата на Лафер данъчните постъпленията от определен данък, събиран от правителството, са при 100% данъчна ставка същите като при 0% данъчна ставка. Данъчната ставка, при която данъчните постъпления са най-много, се намира някъде между двете стойности. Обяснението е, че при 0% не се изисква никакво плащане на данъци, но при 100% се изземва всичко и затова никой няма да е склонен да плаща такъв данък. Постепенното или дори прекомерното повишаване на данъци води до намаляваща готовност за изплащане на задълженията и до укриването им, с което събираемостта спада. Оптималната данъчна ставка е тази, при която задължените имат най-голяма готовност да погасят данъчните си задължения.
Пределните данъчни ставки трябва да бъдат намалени, защото според кривата на Лафер те оказват влияние на стимула за повишаване на доходите по следния начин: по-високите пределни данъчни ставки намаляват стимула за индивидите да повишават доходите си. Съвкупният облагаем доход намалява като функция от пределната данъчна ставка и след определено равнище на данъчна тежест нетните данъчни постъпления за правителството намаляват.
|  | Тази страница частично или изцяло представлява превод на страницата Supply-side economics в Уикипедия на английски. Оригиналният текст, както и този превод, са защитени от Лиценза „Криейтив Комънс – Признание – Споделяне на споделеното“, а за съдържание, създадено преди юни 2009 година – от Лиценза за свободна документация на ГНУ. Прегледайте историята на редакциите на оригиналната страница, както и на преводната страница, за да видите списъка на съавторите. ВАЖНО: Този шаблон се отнася единствено до авторските права върху съдържанието на статията. Добавянето му не отменя изискването да се посочват конкретни източници на твърденията, които да бъдат благонадеждни. |